# Eintracht Northeim
Der FC Eintracht Northeim e. V. ist ein Sportverein aus Northeim. Der Verein wurde am 1. April 1992 durch die Fusion der Fußballabteilung des SuS Northeim mit dem VfB Northeim und dem Sultmershagener FC gegründet. Die erste Fußballmannschaft tritt ab der Saison 2022/23 in der sechstklassigen Landesliga Braunschweig an. Den bisher größten sportlichen Erfolg erreichte die Eintracht mit den Teilnahmen an der Relegation zur Regionalliga Nord 2017 und 2019.

## Geschichte

### SuS Northeim
Ältester Stammverein der heutigen Eintracht ist der Club Spiel und Sport Northeim, kurz SuS Northeim, der am 29. Mai 1907 von Schülern des Gymnasiums Corvinianum gegründet wurde. Mit dem Wort „Club“ wollten die Vereinsgründer die gehobene Etikette der Mitglieder zum Ausdruck bringen. In den Jahren 1920, 1928 und 1931 stieg SuS jeweils für ein Jahr in die höchste Spielklasse auf. Am 28. Juli 1933 ging der Verein in dem Großclub SC Northeim auf, der sich nach dem Ende des Zweiten Weltkrieges Sportfreunde Northeim nannte. Am 7. September 1948 wurde SuS Northeim wiedergegründet.
1949 gehörte SuS zu den Gründungsmitgliedern der Amateurliga 5, in der die Mannschaft regelmäßig gegen den Abstieg kämpfte. Nach dem Abstieg im Jahre 1954 und einer kurzen Rückkehr zwischen 1959 und 1961 gelang 1963 der erneute Aufstieg und als Fünfter die Qualifikation für die neu geschaffene Verbandsliga Süd. Im Norddeutschen Pokal konnte SuS mit dem FC St. Pauli und dem VfV Hildesheim zwei Regionalligisten ausschalten und unterlag in der ersten Hauptrunde des DFB-Pokals dem Bundesligisten Meidericher SV nur knapp durch ein Eigentor mit 0:1.
In der Saison 1964/65 wurde SuS Meister der Verbandsliga Süd und schaffte in der folgenden Aufstiegsrunde den Sprung in die Landesliga Niedersachsen. Dort pendelte SuS zwischen Mittelmaß und Abstiegskampf und musste im Jahre 1971 nach einer 0:3-Niederlage im Entscheidungsspiel gegen den VfB Peine zurück in die Verbandsliga. Dort scheiterte die Mannschaft mehrfach an der Rückkehr ins niedersächsische Oberhaus. Im Jahre 1979 gelang mit Glück die Qualifikation für die Landesliga Ost. Drei Jahre später sollte die mit einigen Ex-Profis des 1. SC Göttingen 05 verstärkte Mannschaft den Aufstieg schaffen. Der Klassensprung wurde im Spitzenspiel gegen den SVG Einbeck durch ein 1:1 verspielt. Die Northeimer verschossen vor 3.500 Zuschauern dabei einen Strafstoß. SuS spielte noch einige Jahre im Mittelfeld der Bezirksoberliga Braunschweig, ehe 1989 der Abstieg in die Bezirksliga folgte. Danach ging es mal wieder hoch in die höchste Klasse des Bezirks Braunschweig, aber nur bis zur Saison 1991/92 denn diese letzte Spielzeit als SuS Northeim endete mit einem erneuten Abstieg in die Bezirksliga.

### VfB Northeim
Der VfB Northeim war im Gegensatz zum bürgerlichen SuS im Proletariat verankert und über Jahrzehnte der größte Rivale des SuS. Am 28. Juli 1933 ging der VfB auf Druck des örtlichen Parteibüros zusammen mit SuS und dem Schwimmklub Northeim in dem Großverein SC Northeim auf. Nach dem Ende des Zweiten Weltkrieges nannte sich der Verein Sportfreunde Northeim, aus dem 1951 der VfB wurde. Ebenfalls 1951 schaffte der VfB erstmals den Aufstieg in die Amateurliga 5, mussten aber auf Anhieb wieder absteigen. Erst 1963 tauchte der Verein wieder in höheren Ligen auf und wurde 1964 auf Anhieb Meister der Verbandsliga Süd. In der folgenden Aufstiegsrunde zur Landesliga Niedersachsen scheiterte der VfB am TSV Helmstedt, dem TuS Lingen und dem Wolfenbütteler SV. Finanzielle Probleme sorgten für eine sportliche Talfahrt.

### Eintracht Northeim
Der neue Verein startete in der Bezirksliga und schaffte im Jahre 1994 den Aufstieg in die Landesliga Braunschweig. Fünf Jahre später gelang der Aufstieg in die Niedersachsenliga Ost, wo mit Hilfe von regionalligaerfahren Spielern der Durchmarsch in die Oberliga gelingen sollte. Als Tabellenvorletzter musste die Eintracht postwendend wieder absteigen. Erst im Jahre 2002 gelang der Wiederaufstieg ins niedersächsische Oberhaus, wo die Mannschaft erneut gegen den Abstieg kämpfte. Im Jahre 2004 gelang der Klassenerhalt nur, weil sich der Meister TSV Neuenkirchen aus der Liga zurückzog. Ein Jahr später folgte der sportliche Abstieg, dem der sofortige Wiederaufstieg folgte.
In der Saison 2007/08 wurde die Eintracht hinter dem MTV Gifhorn Vizemeister der Niedersachsenliga Ost und stieg damit zur sportlichen Nummer eins des südlichen Niedersachsens auf. Im Jahre 2010 gelang die Qualifikation für die eingleisige Oberliga Niedersachsen. Als Fünftletzter der Saison 2010/11 musste die Eintracht die Oberliga wieder verlassen und in die Landesliga Braunschweig absteigen. Erst drei Jahre später gelang in der Saison 2013/14 der Wiederaufstieg in die Oberliga Niedersachsen. Gleich nach dem Wiederaufstieg erreichte die Mannschaft von Trainer Wolfgang Schmidt in der Saison 2014/15 den 5. Tabellenplatz. In der gleichen Spielzeit konnte die Reservemannschaft den Kreisligatitel erringen und in die Bezirksliga Braunschweig (Staffel 4) aufsteigen.
Zwei Jahre später wurden die Northeimer Vizemeister hinter dem SSV Jeddeloh und qualifizierten sich für die Aufstiegsrunde zur Regionalliga Nord. Dort scheiterte die Eintracht jedoch an Altona 93 und Eutin 08. In der Saison 2018/19 wurden die Northeimer erneut Vizemeister, dieses Mal hinter dem Hannoverschen SC. In der Relegation zur Regionalliga scheiterte die Eintracht am Lüneburger SK Hansa. Nach sportlich mäßigen Abschneiden zur Mitte der Saison 2019/20 trennte sich der Verein von seinem seit Saisonanfang bisherigen Trainer Simon Schneegans.

### Frauen- und Mädchenfußball
Die Frauen- und Mädchenabteilung des FC Eintracht Northeim wurde im Jahr 2002 gegründet. Seit ihrer Gründung hat sich die Abteilung kontinuierlich entwickelt und ist heute ein wichtiger Bestandteil des Vereins.
Die erste Frauenmannschaft des Vereins wurde im Jahr 2007 ins Leben gerufen. Zu Beginn startete das Team in der Kreisliga mit neun Spielerinnen. Bereits im ersten Jahr gelang der Mannschaft der Aufstieg in die Bezirksliga, was den Grundstein für die weitere Entwicklung legte. Nach einem weiteren Aufstieg in die Landesliga folgte ein Jahr später ein Abstieg in die Bezirksliga.
Unter der Leitung des Trainers Florian Becker konnte die Mannschaft in den folgenden Jahren wieder an Stärke gewinnen. Im Jahr 2016 gelang der Aufstieg in die Landesliga, gefolgt vom Aufstieg in die Oberliga im Jahr 2019. In der Oberliga erreichte das Team den Vizemeister-Titel, was einen bedeutenden Erfolg darstellt. Im Jahr 2023 musste die Mannschaft jedoch den Abstieg in die Landesliga hinnehmen.

## Stadion

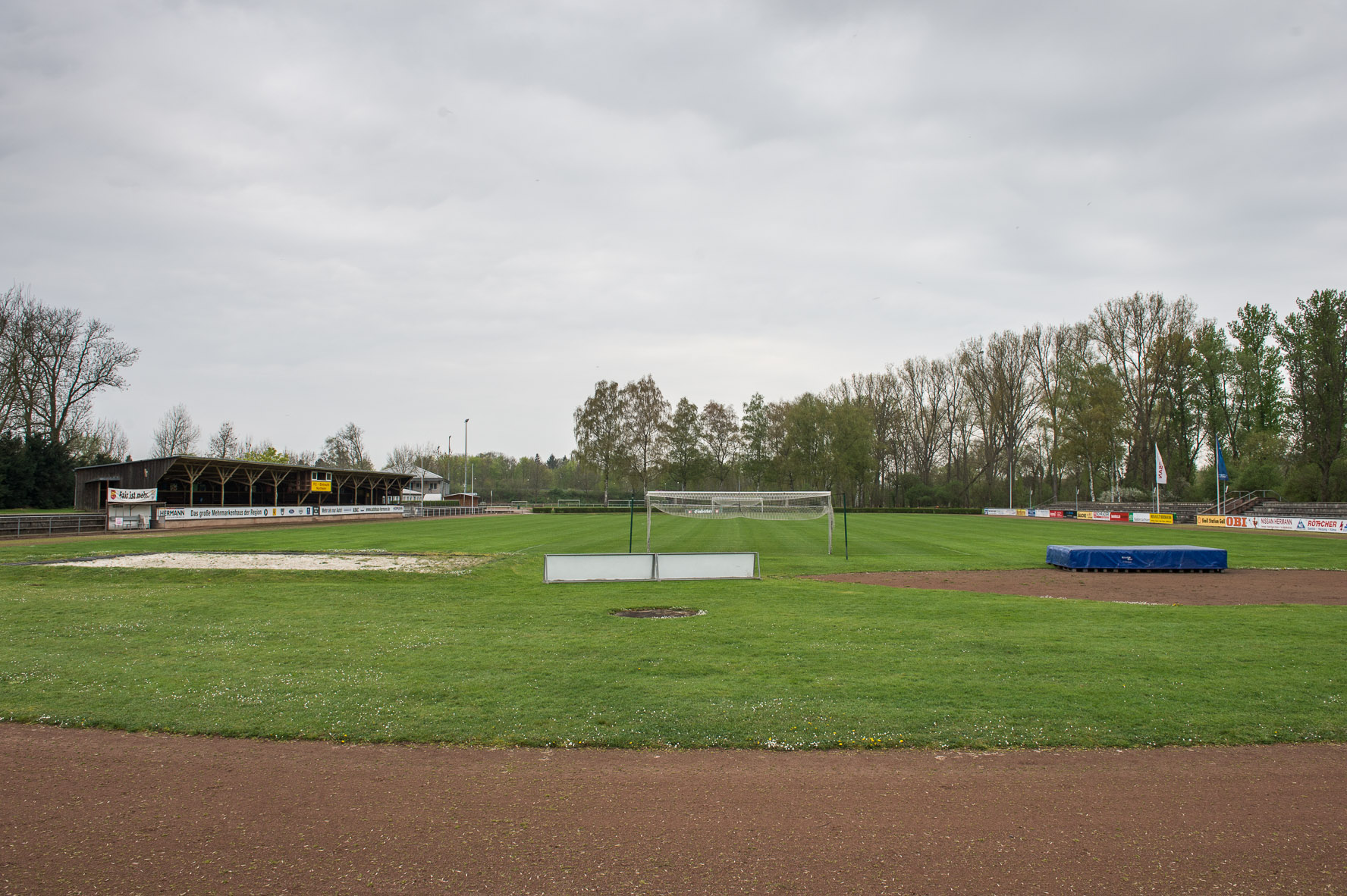
Das Gustav-Wegner-Stadion 2014

Das Gustav-Wegner-Stadion ist die Heimstätte des FC Eintracht Northeim. Das 1932 erbaute Stadion wurde nach dem deutschen Leichtathleten Gustav Wegner benannt, der 1934 Europameister im Stabhochsprung wurde. Das Stadion wurde 1935 fertiggestellt und 1995 renoviert. Es bietet Platz für 4.000 Zuschauer und besitzt 500 überdachte Plätze.

## Persönlichkeiten
- Birgit Balke (SuS)
- Eros Dacaj
- Mattis Daube
- Rubic Ghasemi-Nobakht
- Sebastian Ghasemi-Nobakht
- Franziska Ippensen
- Lutz Lillig
- Edgar Nobs (SuS)